# Tones and I
Toni Watson (Mount Martha, 15 d'agost de 2000) coneguda professionalment com a Tones and I, és una cantant i compositora australiana. El llançament del seu single debut, "Johnny Run Away", va ser l'1 de març del 2019. Però, el single pel que és més coneguda és "Dance Monkey", el qual va sortir el 10 de maig del 2019 i va arribar el número u de les llistes oficials de música en 23 països. Després d'aquest èxit, el 30 d'agost de 2019, va treure el seu EP debut The Kids Are Coming.

## Biografia
Va néixer i es va criar a Mount Martha, a la península de Mornington (Austràlia). Va aprendre a tocar el teclat i la bateria a secundària i més endavant, va guanyar experiència actuant en concerts i festivals locals. El setembre de 2017, Tones va viatjar a Byron Bay, Nova Gal·les del Sud, on va acabar coneixent a Jackson Walkden-Brown de Artists Only, qui més endavant va acabar sent el seu mànager. Així Tones, va acabar deixant la feina que feia, per centrar-se en la seva carrera musical. Es va passar el 2018 component música.
El febrer del 2019, va signar un acord de co-managament amb Artists Only i Lemon Tree Music. El 15 de febrer de 2019, Tones and I, va penjar el seu single debut "Johnny Run Away" a una web australiana que pública música d'artistes sense segell discogràfic. El tema va ser gravat amb el productor i compositor australià Konstantin Kersting. Dues setmanes després, l'1 de març de 2019, Tones and I va llançar oficialment "Johnny Run Away".
El 10 de maig de 2019, va sortir el single que l'ha portat a la fama que és "Dance Monkey" i va arribar el número u de les llistes oficials de música en 23 països, inclosos: Alemanya, Austràlia, Àustria, Bèlgica, Dinamarca, Finlàndia, França, Irlanda, Itàlia, Japó, Nova Zelanda, Noruega, Països Baixos, Regne Unit, Suècia, Suïssa, Sud-africà i Xina. A Austràlia va batre el rècord durant moltes setmanes, estant el capdemunt de la llista de singles ARIA.
Més tard, el juliol de 2019, va treure el single "Never seen the Rain" i va anunciar que trauria el seu EP debut The Kids Are Coming, que finalment va sortir el 30 d'agost de 2019.